# Niedervahlefeld
Niedervahlefeld ist eine Hofschaft in Halver im Märkischen Kreis im Regierungsbezirk Arnsberg in Nordrhein-Westfalen (Deutschland).

## Lage und Beschreibung
Niedervahlefeld liegt auf 385 Meter über Normalnull im nördlichen Halver an der Stadtgrenze zu Breckerfeld oberhalb des Bosseler Bachs, einem Zufluss der Ennepe. Der Ort ist über eine Nebenstraße der Landesstraße L528 zu erreichen, die auch Vormbaum anbindet. Weitere Nachbarorte sind Dörnen, Kamscheid, Kreisch, Vahlefelderheide, Landwehr und Frettlöh (zu Breckerfeld).

## Geschichte
Niedervahlefeld wurde erstmals 1480 urkundlich erwähnt, die Entstehungszeit der Siedlung wird aber für den Zeitraum zwischen 693 und 750 während der sächsisch-fränkischen Grenzauseinandersetzungen vermutet. Somit gehört Niedervahlefeld zu den frühen Siedlungen Halvers.
1818 lebten 31 Einwohner in Niedervahlefeld. Laut der Ortschafts- und Entfernungs-Tabelle des Regierungs-Bezirks Arnsberg wurde der Ort unter dem Namen Niedern-Valefeld als Hof kategorisiert und besaß 1838 eine Einwohnerzahl von 47, allesamt evangelischen Glaubens. Der Ort gehörte zu dieser Zeit der Kamscheider Bauerschaft innerhalb der Bürgermeisterei Halver an und besaß sechs Wohnhäuser und fünf landwirtschaftliche Gebäude.
Das Gemeindelexikon für die Provinz Westfalen von 1887 gibt für Niedervahlefeld eine Zahl von 71 Einwohnern an, die in elf Wohnhäusern lebten.
Spätestens seit dem Frühmittelalter (nach anderen Angaben seit vorgeschichtlicher Zeit) verlief eine wichtige Altstraße von Wipperfürth nach Breckerfeld an Niedervahlefeld vorbei.